# HD 183275
HD 183275，又名CD-2714004，SAO 188192、HR 7398，是一颗恒星，视星等为5.52，位于銀經12，銀緯-19.83，其B1900.0坐标为赤經19h 23m 41s，赤緯-27° -19.83′ 25″。